# Stopień utlenienia
Stopień utlenienia (liczba utlenienia) – formalna wartość ładunku atomu w związku chemicznym przy założeniu, że wszystkie wiązania chemiczne w danej cząsteczce mają charakter wiązań jonowych. Suma stopni utlenienia wszystkich atomów w cząsteczce obojętnej oraz dla wolnych pierwiastków wynosi 0, a w jonach ma wartość ładunku jonu.
Podczas utleniania atomy oddają elektrony, a ich stopień utlenienia staje się wyższy, natomiast podczas redukcji atomy przyjmują elektrony, a ich stopień utlenienia staje się niższy.

## Terminologia
Stopień utlenienia we wzorach i nazwach związków podaje się za pomocą tzw. liczb utlenienia (daw. liczb Stocka) stosując cyfry rzymskie oraz 0. Dla ujemnych stopni utlenienia przed liczbą stawia się znak „minus”, dla stopni dodatnich nie stawia się żadnego znaku, niecałkowite stopnie utlenienia podaje się stosując ułamki cyfr arabskich. W nazwach związków stopień utlenienia podaje się w nawiasie bezpośrednio (bez spacji) po nazwie atomu lub jonu, którego dotyczy. We wzorach chemicznych podaje się go w indeksie górnym bezpośrednio za symbolem pierwiastka, np.:
- tlenek diołowiu(II) ołowiu(IV), PbII2PbIVO4
- heksacyjanożelazian(II) potasu, K4[FeII(CN)6]

Poza nazwami i wzorami można stosować zarówno liczby arabskie poprzedzone znakiem + lub −, jak i liczby rzymskie (tj. wyrażać stopień utlenienia za pomocą liczb utlenienia)

## Sposób ustalania
Stopień utlenienia oblicza się jako bilans wszystkich elektronów przekazanych i przyjętych przez wybrany atom w ramach danej cząsteczki. W praktyce oblicza się formalny ładunek na atomie przy założeniu, że każde wiązanie jest jonowe, czyli że dla każdej pary związanych atomów, elektrony tworzące wiązanie należą w całości do atomu bardziej elektroujemnego.
Stopień utlenienia nie jest jednoznaczny z wartościowością. Np. w H
2[PtCl
6] wartościowość atomu platyny wynosi 6 (bo łączy się z sześcioma atomami chloru poprzez wiązania pojedyncze), zaś jego stopień utlenienia wynosi tylko IV, gdyż w anionie PtCl2−
6 platyna oddaje formalnie sześć elektronów atomom chloru, więc uwzględniając sumaryczny ładunek 2−, otrzymuje się stopień utlenienia IV.
Stopień utlenienia można także wyznaczać dla grup atomów, przy czym reguły postępowania są takie same, ale nie rozpatruje się wiązań występujących wewnątrz danego ugrupowania, lecz tylko między nim a resztą cząsteczki.
Powyższe reguły pozwalają na ustalenie formalnego stopnia utlenienia, natomiast ustalenie jego rzeczywistej wartości nie zawsze jest sprawą prostą. W praktyce, aby być pewnym stopnia utlenienia określonego atomu w konkretnym związku chemicznym, trzeba dokładnie poznać jego strukturę elektronową, np. za pomocą rentgenografii strukturalnej.

## Podstawowe reguły obliczania stopni utlenienia
Proste reguły obliczania stopni utlenienia są przydatne głównie w przypadku nieskomplikowanych związków chemicznych. Nawet wśród niewielkich cząsteczek można jednak znaleźć od nich liczne wyjątki, gdzie trzeba porównywać priorytet poszczególnych pierwiastków tworzących wiązania, np. jod ma wyższy priorytet od azotu, mimo że jego elektroujemność jest niższa. Można wyróżnić następujące reguły, lecz nie powinno się ich stosować bezkrytycznie:
- stopień utlenienia pierwiastków w stanie wolnym wynosi zero, niezależnie od tego, czy substancja występuje w postaci pojedynczych atomów, czy w postaci cząsteczek, np. Fe0, N02, O0, O02, O03 lub S08
- suma stopni utlenienia wszystkich atomów w cząsteczce obojętnej równa jest zero, a w jonie złożonym równa jest jego ładunkowi
- stopień utlenienia pierwiastka w jonie prostym jest równy ładunkowi jonu, np. Pb2+ → +2, Pb4+ → +4, Ag+ → +1 lub Cl− → −1
- stopień utlenienia fluoru w niemal wszystkich związkach wynosi −I (chyba że występuje w nich wiązanie fluor-fluor, jak w AuF5·F2(inne języki))
- stopień utlenienia wodoru w związkach z niemetalami jest zwykle równy I, a w związkach z metalami wynosi z reguły −I[8][9][10]
- stopień utlenienia tlenu w związkach wynosi −II, z wyjątkiem tych, w których występuje wiązanie tlen-fluor (np. OF2) lub tlen-tlen (np. nadtlenki i ponadtlenki), ewentualnie tlen ma tylko jedno wiązanie (niektóre wolne rodniki)
- metale zazwyczaj przyjmują dodatnie stopnie utlenienia, choć są od tego wyjątki
- pierwiastki pierwszych dwóch grup głównych występują niemal wyłącznie na jednym stopniu utlenienia, i tak dla grupy 1 (litowce) na I, grupy 2 (berylowce) na II stopniu utlenienia.